# Nănești (okręg Vrancea)
Nănești – wieś w Rumunii, w okręgu Vrancea, w gminie Nănești. W 2011 roku liczyła 1165
mieszkańców